# Betty Missiego
Betty Missiego, född 1 januari 1945 i Lima, Peru, är en spansk sångerska av peruanskt ursprung. Hon sjöng Spaniens bidrag "Su canción" i Eurovision Song Contest 1979.